# コラット
コラット（泰：โคราช，英：Korat）は、タイ王国に起源を有する、猫の品種のひとつ。
タイ王国の北東部に位置するコラット地方産の自然発生種であると言われている。ラーマ五世の命名と伝えられるその名に加え、「幸運の猫」を意味するシ・サワットという呼び名もある。

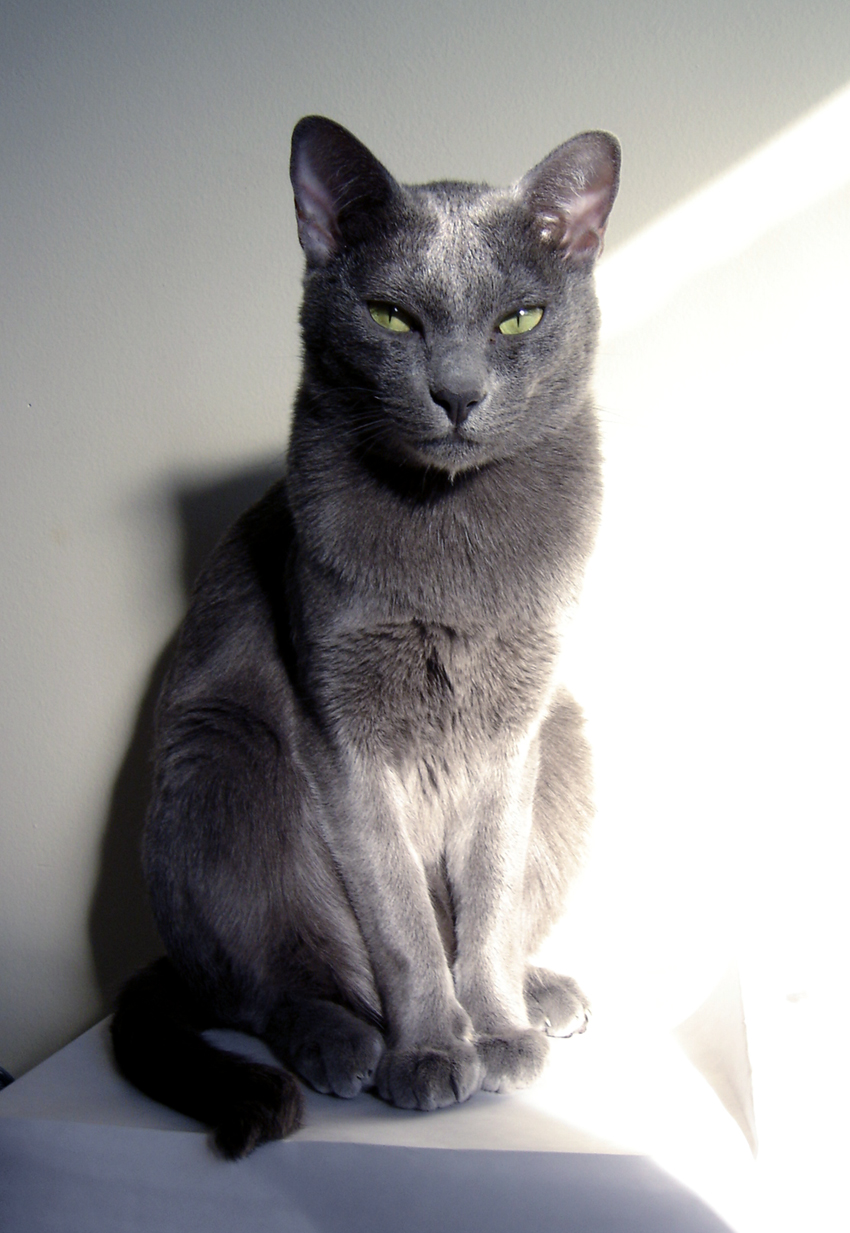
雄のコラット

## 来歴
起源はアユタヤ王朝の時代（西暦1350〜1767年）にまで遡るものと考えられている。同時代に記された文書に、高原地方たるコラットに生息するシ・サワットという銀青色の猫の話が現れる。この時代にはすでに幸福と繁栄の象徴として大切にされていた。
1880年代、イギリスで開催された猫展覧会にて「純青色（ソリッドブルー）のシャム」として登場している。これが西欧への初めての紹介であったとされる。そして20世紀、1959年にジーン・ジョンソンという名の婦人によりアメリカ合衆国に紹介された。
1965年アメリカで猫の一品種としての公認を得たのち、1972年にイギリスへと最初のつがいが持ち込まれた。そして1975年、同地でも猫の一品種として公認を得た。

## 特色
筋肉が発達した丸みのある猫で、銀青色（シルバーブルー）の被毛から「銀色の猫」と形容され、体の大きさと色合いについては、ロシアンブルーとの類似性が指摘される。

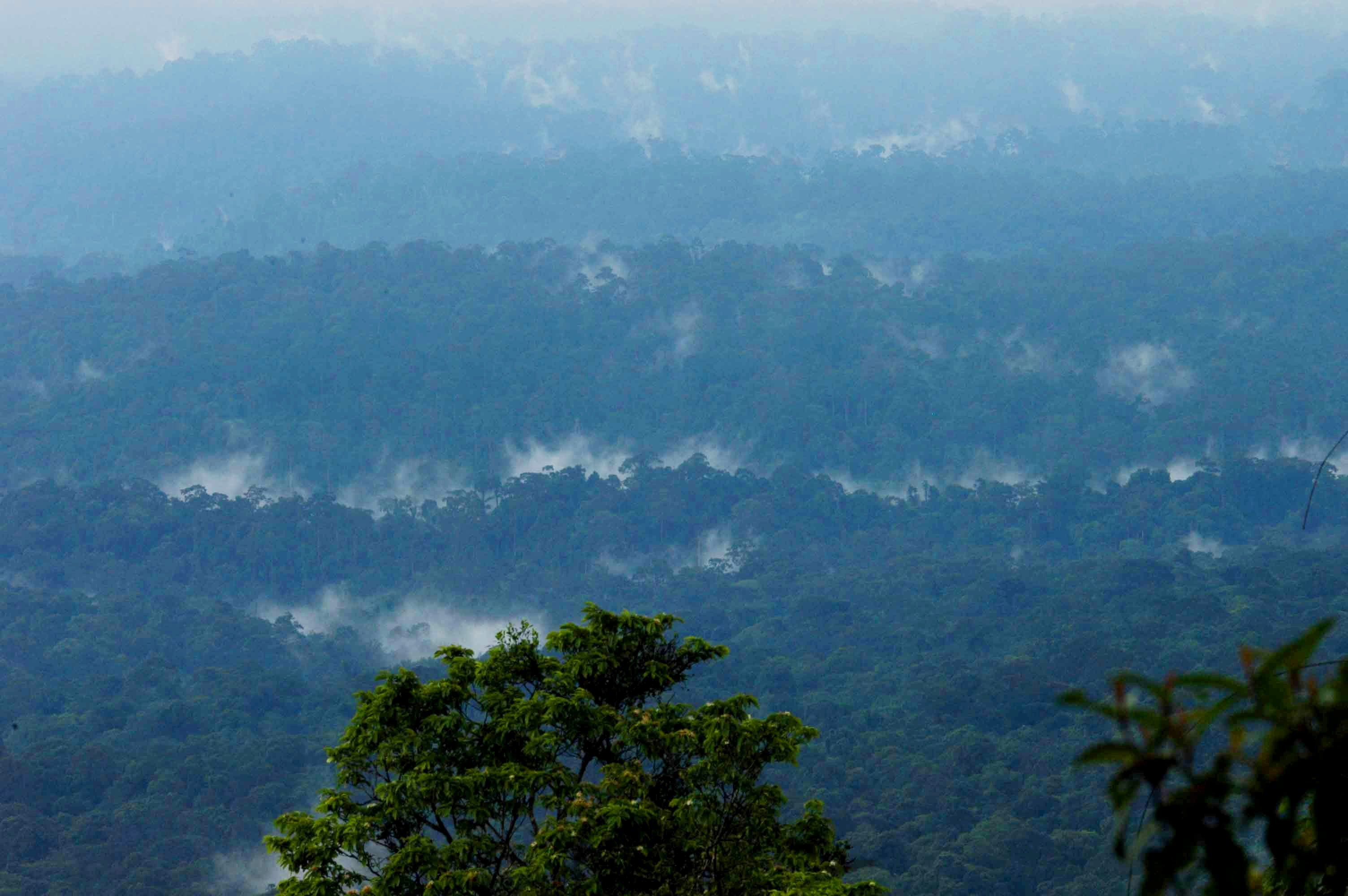
コラット地方に連なる深き山々

体に密着した被毛は銀青で、毛先は銀白色に輝いており、毛質は細く柔らかい。サテン生地のような光沢を持つ。その毛の色合いはコラット特有のものである。毛先の銀白の輝きは、成猫になってから現れるもので、出現するまでに誕生からおおよそ二年ほどかかる。

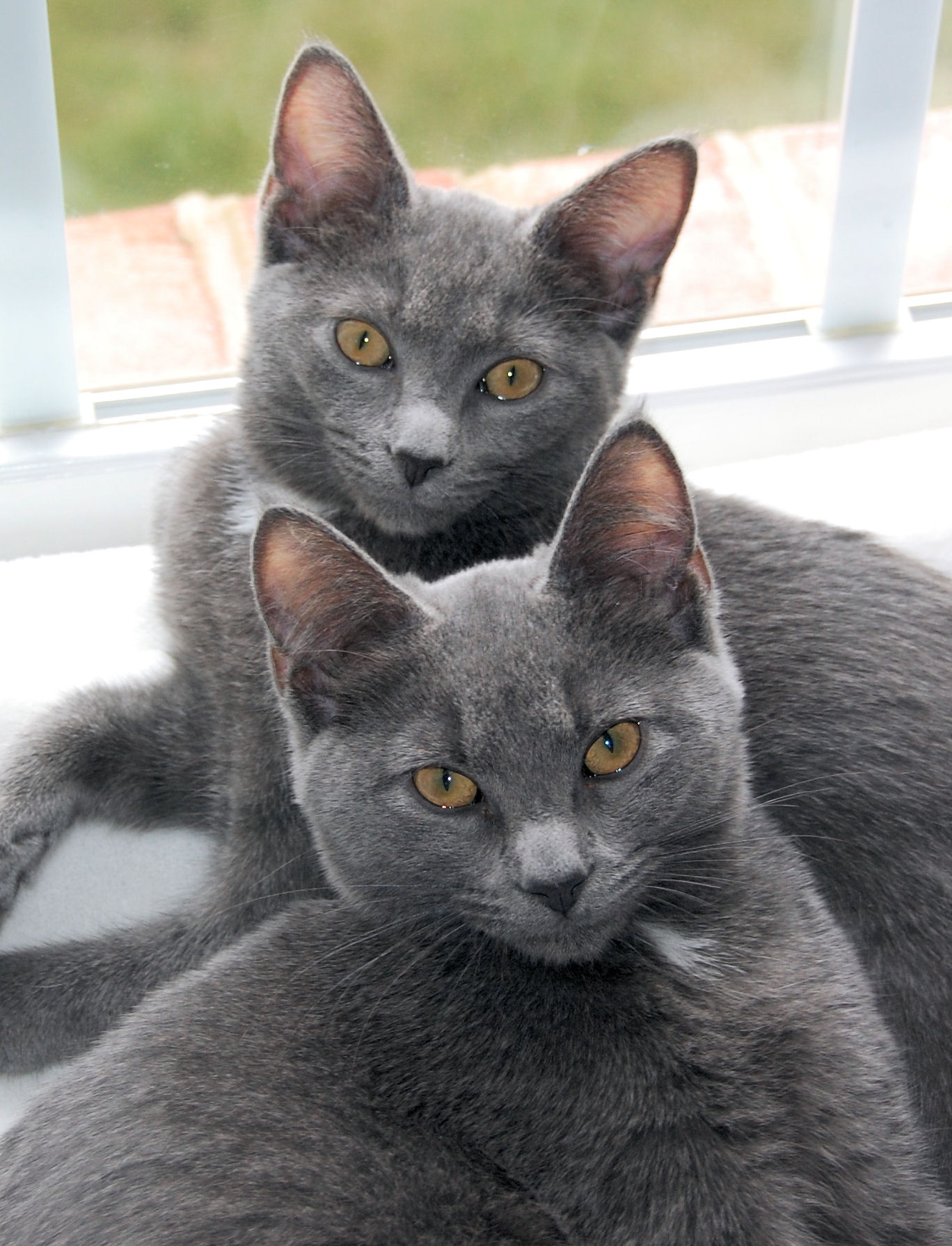
コラットの幼姉妹

なだらかな曲線を描くハート型の頭部に、広く平らな額を持つ。頭部は両目が大きく間隔が広く、眼窩に窪みが形成されているという特徴がある。
「真ん丸」とも「用心深い」とも形容される目つきをしており、眼色は緑色、または琥珀色を帯びた緑色。年齢と共に色彩が変化する。 被毛の先端の輝きと同様に、眼色の鮮やかさは生後おおよそ二年を過ぎて現れる。
物覚えが早く、飼い主が自宅を留守にしていた間に、水洗トイレの流し方を習得したうえで水を流して遊んでいたという話が米国のカリフォルニアから報告されたことがある。 視覚と嗅覚および聴覚の鋭さも指摘される。
極めて稀にGM1、あるいはGM2と呼ばれる神経と筋肉が冒される障害を持つ個体が存在している。この先天性疾患ついては、21世紀に入って遺伝子検査によって排除するための国際的な取り組みが始まっている。

## 性格
社交的で遊び好きで、人懐っこくマイペース。飼い主がかまってやらないといじける傾向がある。飼い主を束縛したいという傾向が強く、頑固であるのと同時に忠誠心も強い。

### 文献
- 『世界の猫カタログ』 1998年8月25日 ISBN 440510641X ― 頁98〜99：『コラット』

1. 1 2 3 4  頁99：『DATA』/『体型』/『毛』/『尾』/『歴史』/『特徴と性格』
2. 1 2  頁98：『頭』/『耳』/『目』/『四肢』

- 『新猫種大図鑑』 第1版第2刷 2006年5月20日 ブルース・フォーグル ISBN 4938396661 ― 『短毛種』 ― 『イエネコの種類』

1. 1 2 3 4 5 6 7 8 9  頁138：『コラット』

- 『世界のネコたち』 2000年9月1日 グロリア・スティーブンス ISBN 463559615X ― 『ネコたちのプロフィール』 ― 頁92〜93：『コラット』

1. 1 2  頁92
2. 1 2  頁93

- 『猫のすべてがわかる本』 1998年11月 スージー・ペイジ ISBN 458416231X ― 『品種ガイド』 ― 頁162〜163：コラット

1. ↑  頁163

### ウェブ
1. ↑  キャット・ファンシアーズ・アソシエーション：品種概要＞コラット （英語）